# Câmara Municipal de Abrantes

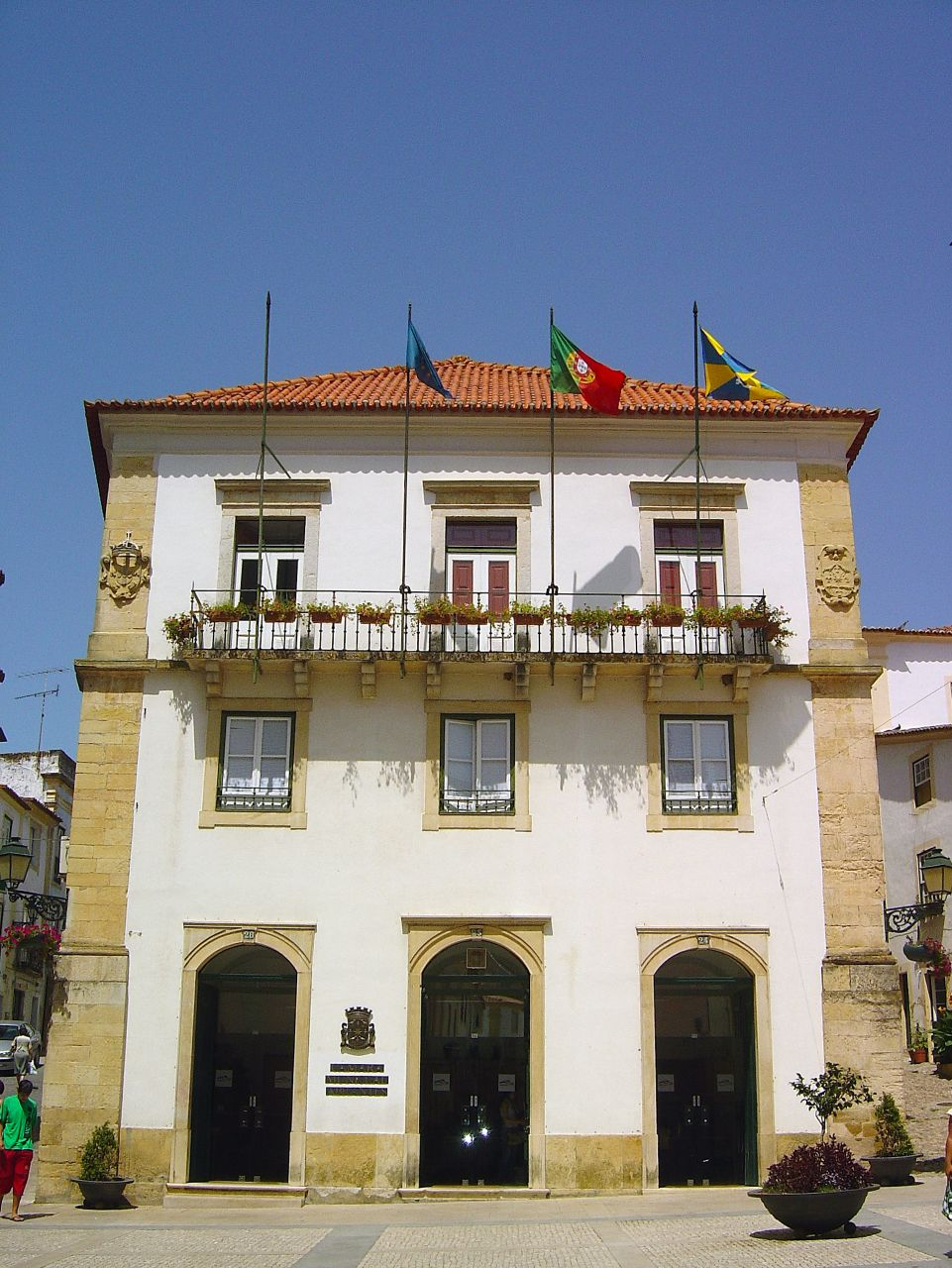
Câmara Municipal de Abrantes

A Câmara Municipal de Abrantes é o edifício sede do município de Abrantes e onde funciona o executivo municipal. Este edifício municipal situa-se na Praça Raimundo José Soares Mendes, n.º 24 a 26, no cruzamento sudoeste com a Rua José Estêvão, em Abrantes.
Trata-se de um edifício com construção inicial no século XVI e que foi objecto de alterações posteriores nos séculos XVII, XVIII e XX. Exemplo de arquitectura político-administrativa e judicial maneirista, os paços municipais de Abrantes estavam inicialmente adaptados a diferentes funções, para além de albergar o funcionamento do executivo camarário, comuns a edifícios deste género, como cadeia e habitação para o carcereiro.
Pelo Decreto n.º 129/77 da República Portuguesa, DR, 1.ª série, n.º 226 de 29 setembro 1977, a Câmara Municipal de Abrantes enquanto paços municipais foi declarado Imóvel de Interesse Público.